# Paul Bronisch
Paul Bronisch (* 3. Juli 1904 in Komptendorf, Niederlausitz; † 15. November 1989 in Prien am Chiemsee) war ein deutscher Bildhauer.

## Leben
Bronisch studierte von 1923 bis 1926 an der Breslauer Akademie für Kunst und Kunstgewerbe bei Theodor von Gosen und 1927 an der Münchner Kunstakademie bei Bernhard Bleeker, an dessen Gefallenenehrenmal er mitarbeitete. Nach dem Studium unternahm er einige Studienreisen und einen längeren Arbeitsaufenthalt an der Côte d’Azur. Er lebte und arbeitete ab 1932 in Berlin und erhielt dort 1939 einen Sonderauftrag für die Gräber-Fürsorge der Wehrmacht. Geprägt durch Bleekers Neoklassizismus, erhielt er zwischen 1933 und 1943 eine Reihe öffentlicher Aufträge. Während der Zeit des Nationalsozialismus gehörte er neben Josef Thorak und Arno Breker zu den „bevorzugten Künstlern“. Nach Zerstörung seines Ateliers 1943 durch Bomben zog er nach Großgmain bei Salzburg, wo er bis 1953 wirkte. Von 1954 bis 1965 lebte und arbeitete er in Kassel und ab 1965 in München.

## Werk
Bronischs vielfältiges Lebenswerk umfasst – einem fragmentarischen Werkverzeichnis zufolge – etwa 100 Werke. Dazu zählten unter anderem die beiden je vier Meter hohen Wächterfiguren vor dem Eingang der Gruft von Paul von Hindenburg im Tannenberg-Denkmal. Die Skulpturen bestanden aus Granit und wurden 1935 gefertigt. Das Denkmal samt Figuren wurde 1945 auf dem Rückzug der Wehrmacht in Ostpreußen auf Befehl Adolf Hitlers gesprengt. Die Figuren sind nicht erhalten.
In der zweiten Hälfte der 1920er Jahre schuf er die Säule vor der Kirche St. Georg in Frankfurt (Oder).
Am Friedrichshain in Berlin entstanden 1940 zwei je 2,6 Meter hohe Monumentalfiguren, Mann und Frau, ausgeführt in Muschelkalk; auch Arbeiten an der Reichsbank-Zentrale, dem Reichsluftfahrtministerium, Kriegerdenkmale in Züllichau und Dyhernfurth sind bekannt. Die um 1943 von Albert Speer erteilten Aufträge zur Ausgestaltung des Wilhelmplatzes in Posen und zu 14 Büsten berühmter deutscher Ärzte für das Reichsärztehaus an der geplanten Ost-West-Achse in Berlin konnten nicht mehr realisiert werden. Bronisch schuf aber auch Porträts von Paul von Hindenburg (1934), Hans Pfitzner (1940) und dem Ingenieur Andreas Krämer (1941).
Er war von 1939 bis 1942 auf den Großen Deutschen Kunstausstellungen im Haus der Deutschen Kunst in München mit insgesamt sieben Werken vertreten.
Bronischs dort 1941 ausgestellte Plastik „In memoriam“ war während des Zweiten Weltkriegs auf Ansichtskarten in Verbreitung und war Motiv einer Sonderbriefmarke des Jahres 1942.
Nach dem Krieg schuf Bronisch neben weiteren Porträts auch religiöse Plastiken für Kirchen sowie Grab- und Ehrenmäler sowie das 6,5 Meter hohe Mahnmal der Stadt Herford, weiterhin Werke für die Dortmunder Union-Brauerei (diverse Porträts), die Badische Beamtenbank Karlsruhe (Relief Gipsschnitt 20 m × 7 m und Türdrücker aus Bronze) und den Kaufhof in Köln  an der Hohen Straße. Er gewann in Wettbewerben des Bundesfinanzministeriums 1971 den 4. Preis für die 5-DM-Gedenkmünze zu Albrecht Dürer, 1973 den 3. Preis für die Grundgesetz-Gedenkmünze und 1976 den 4. Preis für die Heinrich-von-Kleist-Gedenkmünze.
1970 setzte der Freistaat Bayern Paul Bronisch einen Ehrensold aus. 1976 und 1977 war Bronisch Ehrengast in der Villa Massimo in Rom.
In der Eingangshalle des Marie von Boschan-Aschrott Altersheims in Kassel befindet sich die Bronzestatue der Primavera (1955). Noch einige andere Werke Bronischs sind in Kassel zu finden: Der Taufstein in der Karlskirche, der Schauende Junge an der Treppenstraße (prominent zu sehen im Spielfilm Rosen für den Staatsanwalt), eine Skulptur im Freigelände der Städtischen Kliniken, eine Porträtbüste von Paul Felix Aschrott im Dr.-Aschrott-Wohlfahrtshaus und eine dekorative Aluminiumwand in der Kasseler Sparkasse.
Nachweisbar in Privatbesitz befinden sich: Zwei Mädchengesichter (um 1940), Bozetto eines Bierkutschers (1952) und Portraitkopf Carl Brügman (1951).